# Porela
Genre
Porela est un genre de lépidoptères (papillons) de la famille des Lasiocampidae.

## Liste des espèces
Selon GBIF (30 décembre 2023) :
- Porela albifinis (Walker, 1855)
- Porela amathodes Turner, 1924
- Porela ceraunias Turner, 1942
- Porela cinerea Boisduval, 1832
- Porela delineata (Walker, 1855)
- Porela euthyerges Turner, 1941
- Porela galactodes Lower, 1893
- Porela homospila Turner, 1924
- Porela notabilis (Walker, 1855)
- Porela notodontina (C.Felder & R.Felder, 1874)
- Porela obtusa (Walker, 1864)
- Porela rhabditis (Turner, 1932)
- Porela subfasciata (Walker, 1855)
- Porela vetusta Walker, 1855
- Porela vitulina (Donovan, 1805)

## Classification
Le nom valide complet (avec auteur) de ce taxon est Porela Walker, 1855.
Porela a pour synonymes :
- Abella Walker, 1862
- Clathe Walker, 1855
- Eriomorpha Fletcher, 1982
- Lasiomorpha Turner, 1932
- Listoca Walker, 1855
- Sinaga Walker, 1855
- Sitina Walker, 1855
- Sorema Walker, 1855